# Velimir Zajec
Velimir Zajec (ur. 12 lutego 1956 w Zagrzebiu) – chorwacki piłkarz, reprezentujący Jugosławię, grający na pozycji obrońcy albo defensywnego pomocnika.

## Kariera piłkarska
Zajec zaczął swoją profesjonalną karierę w 1974 roku w Dinamie Zagrzeb. Przez 10 lat gry w tym słynnym jugosłowiańskim wówczas klubie Zajec pomógł w zdobyciu dwóch pucharów kraju (1980, 1983) oraz jednego mistrzostwa kraju w 1982 roku, którego Dinamo nie mogło zdobyć od 24 lat. W 1984 roku został sprzedany do greckiego Panathinaikosu Ateny. Tam zagrał w ponad 100 meczach i także odnosił sukcesy, jak zdobycie mistrzostwa Grecji w 1986 oraz dwóch pucharów Grecji w latach 1986 i 1988. W 1988 roku zakończył piłkarską karierę.
W reprezentacji Jugosławii Zajec debiutował 27 sierpnia 1980 roku w przegranym 1:4 meczu z reprezentacją Rumunii. W narodowych barwach zagrał 36 razy. Był kapitanem reprezentacji „Plavich”, m.in. na Mistrzostwach Świata w Hiszpanii oraz Euro 1984.

## Kariera trenerska
Po zakończeniu piłkarskiej kariery Zajec został dyrektorem w Dinamie Zagrzeb. Pracował tam 2 lata i gdy wybuchła wojna na Bałkanach, wrócił do Panathinaikosu, gdzie m.in. prowadził tamtejszą akademię talentów. Oprócz funkcji dyrektora klubu, sprawował tam także funkcję naczelnego trenera. W 2002 roku powrócił do Dinama, gdzie był menedżerem, a po 2 latach znów wyjechał do Aten. Jako dyrektor klubu zatrudnił Jicchaka Szuma na trenera zespołu na sezon 2003/2004, a zespół wywalczył dublet (mistrzostwo zdobył po raz pierwszy od 8 lat), a także awansował do Ligi Mistrzów. Po 15 miesiącach Shum zrezygnował z powodu nieporozumień z Zajecem. W 2004 roku zatrudniono Zajeca w Portsmouth F.C. Z posady menedżera zwolniono wówczas Harry’ego Redknappa i szef klubu, Milan Mandarić zdecydował, że jego miejsce zajmie właśnie Zajec. Jednak 10 października 2005 roku Zajec zrezygnował z posady z powodu kłopotów zdrowotnych. Zajec cierpi na chorobę neuronów ruchowych. W 2010 roku ponownie krótko trenował Dinamo.